# أوي فوكس
أوي فوكس (بالألمانية: Uwe Fuchs)‏ (23 يوليو 1966 في ألمانيا - ) هو مدرب كرة قدم ولاعب كرة قدم ألماني في مركز الهجوم. شارك مع منتخب ألمانيا تحت 21 سنة لكرة القدم. أما مع النوادي، فقد لعب مع أرمينيا بيليفيلد وشتوتغارت كيكرز وفورتونا دوسلدورف وفورتونا كولن ونادي كايزرسلاوترن ونادي كولن ونادي ميدلزبره ونادي ميلوول ونادي هامبورغ 08.

## وصلات خارجية
- أوي فوكس على موقع قاعدة بيانات كرة القدم.إي يو (الإنجليزية)
- أوي فوكس على موقع بيانات كرة القدم. دي إي (الألمانية)
- أوي فوكس على موقع Soccerbase.com (لاعب) (الإنجليزية)
- أوي فوكس على موقع عالم كرة القدم.نت (الإنجليزية)